# راه سخت
راه سخت (انگلیسی: The Hard Way) یک فیلم سینمایی آمریکایی محصول سال ۱۹۹۱ در ژانر اکشن و کمدی به کارگردانی جان بد هام، و بازیگران اصلی این فیلم: مایکل جی فاکس و جیمز وودز. استفان لانگ، آنابلا شورا، لوئیس گازمن، ال ال کول جی، دلروی لیندو، کریستینا ریچی، موس دف، کتی ناجییمی، مایکل بادالوکو، لوئیس بلک و پنی مارشال در نقش‌های مختلفی ظاهر می‌شوند.